# Kenny Dope
Kenny 'Dope' Gonzalez (* 7. Juni 1970 in Brooklyn/New York; vollständiger Name Carl Kenneth Gonzalez) ist ein US-amerikanischer DJ und Musikproduzent.

## Karriere
Gonzalez ist der Sohn puerto-ricanischer Einwanderer. Anfangs arbeitete er als Einkäufer für einen Plattenladen in Brooklyn und veranstaltete zusammen mit Mike Delgado Partys in ihrer Wohngegend. Als diese jedoch öfter aus dem Ruder liefen, verlagerte er sich mehr auf die Arbeit im Aufnahmestudio. Todd Terry half ihm bei der Studioausrüstung und brachte ihn auch mit Little Louie Vega zusammen. Zu zweit sind sie seit 1990 als Remixer-/Produzenten-Duo unter dem Namen Masters at Work erfolgreich.
Daneben veröffentlichte Gonzalez auch immer wieder Soloaufnahmen und startete Projekte, das erfolgreichste darunter war The Bucketheads. Mitte der 1990er nahm er unter diesem Namen spontan The Dungeon Tapes als Antwort auf den kommerziellen Eurodance-Stil auf. Darin mixte er ältere Klassiker zu neuen Dancesongs. Das Lied The Bomb (These Sounds Fall into My Mind) wurde als erste Single veröffentlicht und entwickelte sich erst in Großbritannien und dann im restlichen Europa zu einem großen Hit. Auch in den USA, wo das Stück zuerst nur eine B-Seite war, eroberte es schließlich ebenfalls die Hitparaden und wurde zu einem Nummer-eins-Hit in den Dance-Charts. Für die Single verwendet er das Bläserintro aus dem Lied Street Player der Band Chicago, was ihm zwischenzeitlich einen Urheberrechtsstreit und eine Vergütungszahlung von 30.000 US-Dollar einbrachte. Ein zweiter Hit des Projekts war Got Myself Together, ebenfalls ein Spitzenreiter der US-Dance-Charts.
Weitere Namen, unter denen Gonzalez veröffentlicht hat, sind K-Dope, House Brigade, House Syndicate, Power House, The Swing Kids und The Untouchables. Alleine und zusammen mit Vega veröffentlichte er über die Jahre zahllose Remixe und Produktionen, die ihm auch drei Grammy-Nominierungen einbrachten. Solo arbeitete er unter anderem für BeBe Winans, Patti Austin, Jody Watley, George Benson und Shirley Bassey.

## Diskografie

### Alben
- 1992: The Unreleased Project
- 1993: Dope Beats Volume 1
- 1994: Dope Beats Volume 2
- 1995: Dope Beats Volume 3
- 1995: Dope Beats Volume 4
- 1995: All in the Mind (Kenny „Dope“ presents the Bucketheads)
- 2006: Kenny Dope Presents Black Roots

### Kompilationen
- 1994: Another Classic Dance Tracks Compilation (Todd, „Little“ Louie und Kenny „Dope“)
- 1995: Nervous Hip Hop – Continuous Mix
- 1995: The Best of Dope Wax Records – „The Dope Stuff“
- 2003: Kenny Dope – In The House (2 CDs der „In The House – Serie“ vom Label Defected)
- 2003: Supa-Dope Classics Volume 1 (2 CDs)
- 2004: Life:Styles (Compiled by Kenny Dope)
- 2005: Supa-Dope Classics Volume 2
- 2008: Present Kay-Dee Volume 2 (mit Keb Darge)
- 2009: Dopebrother: Studio A (mit The Undercover Brother)
- 2009: Dope Jams (The Kenny Dope Edits) (6 mp3-Files)
- 2010: House Masters

### Singles
The Bucketheads
- 1994: Whew
- 1994: The Bomb! (These Sounds Fall into My Mind)
- 1995: The Dungeon Tapes (EP)
- 1995: Come and Be Gone
- 1995: Time and Space (Remix)
- 1995: Got Myself Together
- 1996: Little Louie Bonus
- 1996: Bucketheads Outro & the Bomb! (These Sounds Fall into My Mind)
- 1999: The Bomb (World Mix)
- 2002: The Bomb! (These Sounds Fall into My Mind) (Armand Van Helden Re-Edit) (Remix: Armand Van Helden)

Solo-Titel
- 2022: Deep Down (mit Alok & Ella Eyre; US: Gold)

## Auszeichnungen für Musikverkäufe
| Silberne Schallplatte - Frankreich - 1995: für die Single The Bomb! (These Sounds Fall into My Mind) Goldene Schallplatte - Australien - 2023: für die Single Deep Down - Frankreich - 2023: für die Single Deep Down - Italien - 2023: für die Single Deep Down - Polen - 2024: für die Single Deep Down - Spanien - 2024: für die Single Deep Down | Platin-Schallplatte - Ungarn - 2023: für die Single Deep Down Diamantene Schallplatte - Brasilien - 2023: für die Single Deep Down |

Anmerkung: Auszeichnungen in Ländern aus den Charttabellen bzw. Chartboxen sind in ebendiesen zu finden.
| Land/RegionAuszeichnungen für Musikverkäufe (Land/Region, Auszeichnungen, Verkäufe, Quellen) | Silber     | Gold     | Platin  | Diamant  | Verkäufe | Quellen             |
| -------------------------------------------------------------------------------------------- | ---------- | -------- | ------- | -------- | -------- | ------------------- |
| Australien (ARIA)                                                                            | —          | Gold1    | —       | —        | 35.000   | aria.com.au         |
| Brasilien (PMB)                                                                              | —          | —        | —       | Diamant1 | 160.000  | pro-musicabr.org.br |
| Frankreich (SNEP)                                                                            | Silber1    | Gold1    | —       | —        | 225.000  | infodisc.fr         |
| Italien (FIMI)                                                                               | —          | Gold1    | —       | —        | 50.000   | fimi.it             |
| Polen (ZPAV)                                                                                 | —          | Gold1    | —       | —        | 25.000   | olis.pl             |
| Spanien (Promusicae)                                                                         | —          | Gold1    | —       | —        | 30.000   | elportaldemusica.es |
| Ungarn (MAHASZ)                                                                              | —          | —        | Platin1 | —        | 4.000    | slagerlistak.hu     |
| Vereinigte Staaten (RIAA)                                                                    | —          | Gold1    | —       | —        | 500.000  | riaa.com            |
| Vereinigtes Königreich (BPI)                                                                 | Silber1    | Gold1    | —       | —        | 600.000  | bpi.co.uk           |
| Insgesamt                                                                                    | 2× Silber2 | 7× Gold7 | Platin1 | Diamant1 |          |                     |